# Direction générale de la Concurrence, de la Consommation et de la Répression des fraudes
 (avril 2024).
La mise en forme du texte ne suit pas les recommandations de Wikipédia : il faut le « wikifier ».
Les points d'amélioration suivants sont les cas les plus fréquents. Le détail des points à revoir est peut-être précisé sur la page de discussion.
- Les titres sont pré-formatés par le logiciel. Ils ne sont ni en capitales, ni en gras.
- Le texte ne doit pas être écrit en capitales (les noms de famille non plus), ni en gras, ni en italique, ni en « petit »…
- Le gras n'est utilisé que pour surligner le titre de l'article dans l'introduction, une seule fois.
- L'italique est rarement utilisé : mots en langue étrangère, titres d'œuvres, noms de bateaux, etc.
- Les citations ne sont pas en italique mais en corps de texte normal. Elles sont entourées par des guillemets français : « et ».
- Les listes à puces sont à éviter, des paragraphes rédigés étant largement préférés. Les tableaux sont à réserver à la présentation de données structurées (résultats, etc.).
- Les appels de note de bas de page (petits chiffres en exposant, introduits par l'outil «  Source ») sont à placer entre la fin de phrase et le point final[comme ça].
- Les liens internes (vers d'autres articles de Wikipédia) sont à choisir avec parcimonie. Créez des liens vers des articles approfondissant le sujet. Les termes génériques sans rapport avec le sujet sont à éviter, ainsi que les répétitions de liens vers un même terme.
- Les liens externes sont à placer uniquement dans une section « Liens externes », à la fin de l'article. Ces liens sont à choisir avec parcimonie suivant les règles définies. Si un lien sert de source à l'article, son insertion dans le texte est à faire par les notes de bas de page.
- La présentation des références doit suivre les conventions bibliographiques. Il est recommandé d'utiliser les modèles {{Ouvrage}}, {{Chapitre}}, {{Article}}, {{Lien web}} et/ou {{Bibliographie}}. Le mode d'édition visuel peut mettre en forme automatiquement les références.
- Insérer une infobox (cadre d'informations à droite) n'est pas obligatoire pour parachever la mise en page.

Pour une aide détaillée, merci de consulter Aide:Wikification.
Si vous pensez que ces points ont été résolus, vous pouvez retirer ce bandeau et améliorer la mise en forme d'un autre article.
La direction générale de la Concurrence, de la Consommation et de la Répression des fraudes (DGCCRF) est une administration française relevant du ministère de l'Économie. Elle a pour objet de veiller aux conditions des échanges marchands entre les entreprises afin d’assurer la loyauté des transactions à l’égard des consommateurs. Dans ce cadre, elle assure trois grandes missions : la régulation concurrentielle des marchés, la protection économique et la sécurité des consommateurs.

## Missions
Source : « Répression des fraudes, présentation de la DGCCRF », sur quechoisir.org, 30 avril 2012 (consulté le 27 mai 2016)

### Régulation concurrentielle des marchés
Autorité de régulation, la DGCCRF est chargée de la lutte contre les ententes et les abus de position dominante en lien avec l'autorité de la concurrence, la loyauté des relations commerciales entre fournisseurs et distributeurs, l'exercice d’une concurrence loyale, notamment dans l’accès à la commande publique, la lutte contre la contrefaçon de marque.

### Protection économique des consommateurs
La DGCCRF veille au respect des règles d'étiquetage, de composition et de dénomination des marchandises, contrôle les falsifications et tromperies (publicités mensongères, faux rabais, abus de faiblesse, etc.) et vérifie la bonne application des règles de publicité des prix.

### Sécurité des consommateurs
La DGCCRF contrôle les produits à tous les niveaux (production, importation et distribution) et dans tous les secteurs d'activité (particulièrement en matière alimentaire et dans les domaines à risque comme les sports et loisirs). En cas de crise ou de danger grave, un dispositif d’alerte permet d’interdire la commercialisation des produits dangereux, d’en assurer le retrait ou d’imposer aux professionnels des modifications de fabrication.

## Organisation
Source : « Arrêté du 21 juin 2011 portant organisation de l'administration centrale de la direction générale de la concurrence, de la consommation et de la répression des fraudes », sur legifrance.gouv.fr, 28 juin 2011 (consulté le 2 juin 2016)

### Historique
La DGCCRF est née en 1985 de la fusion de deux directions : la direction générale de la concurrence et de la consommation et le service de la répression des fraudes, relevant de deux ministères différents (respectivement du ministère chargé de l’Économie et de celui chargé de l’Agriculture), chacune ayant une mission de contrôle du marché et de protection du consommateur.

### Organisation territoriale
Les effectifs de la DGCCRF se répartissent entre une administration centrale et des services sur le territoire :
- Au sein des directions régionales de l’économie, de l’emploi, du travail et des solidarités[2] (DREETS) qui remplacent les DIRECCTE (et les DRCS) depuis le 1er avril 2021 et sont les interlocuteurs régionaux privilégiés des entreprises et des acteurs socio-économiques (entreprises, salariés, partenaires sociaux et territoriaux, demandeurs d’emploi, associations, consommateurs, etc.) dans le champ de l’insertion sociale et professionnelle ;
- au sein des directions départementales de l’emploi, du travail, des solidarités et de la protection des populations (DDETS) et des directions départementales de l’emploi, du travail, des solidarités et de la protection des populations[3] (DDETSPP) qui fusionnent deux entités : les DDCS (ou DDCSPP) et les UD-DIRECCTE ;
- en Guadeloupe, en Martinique, à la Réunion et à Mayotte : au sein des directions de l’économie, de l’emploi, du travail et des solidarités[4] (DEETS).

La DGCCRF dispose également de quatre services à compétence nationale (SCN) :
- Le service commun des laboratoires (SCL, avec la Douane)[5] implanté à Marseille, Bordeaux, Montpellier, Rennes, Lille, Strasbourg, Lyon, Île-de-France, Le Havre, les Antilles, La Réunion ;
- le service national des enquêtes (SNE), intégrant un centre de surveillance du commerce électronique installé à Morlaix ;
- le service de l'informatique (SICCRF), avec trois centres implantés à Paris, Lyon et Montpellier ;
- l’École nationale de la concurrence, de la consommation et de la répression des fraudes (ENCCRF) localisée à Montpellier[6].

## Activité
Source : sur le site du ministère de l'Économie

### Publications
La DGCCRF effectue ses publications officielles mensuellement dans le Bulletin officiel de la concurrence, de la consommation et de la répression des fraudes (BOCCRF).
La Direction met en ligne des communiqués, des sanctions, des résultats d'enquête, des fiches pratiques et des brochures. Elle publie un bimestriel électronique d'information : Concurrence et Consommation.

### Événements
La DGCCRF organise plusieurs fois par an un Atelier de la DGCCRF (gratuit) qui constitue un espace de réflexion animé par des experts dans les domaines de la concurrence et de la consommation. Durant la pandémie de la Covid-19, il s'agit d'un Webinaire de la DGCCRF.
Elle participe aussi au salon des entrepreneurs ainsi qu'aux Journées européennes du patrimoine (JEP) à Bercy.

### Platesformes
En 2020-2021, la DGCCRF a ouvert plusieurs plates-formes gratuites à l'usage des consommateurs et des professionnels : un comparateur des prix des contrôles techniques automobiles, le service de signalement d'un problème avec une entreprise Signal Conso et le site des alertes de produits dangereux RappelConso (lancé le 1ᵉʳ avril 2021 par la DGCCRF avec la direction générale de l'alimentation (DGAL), la direction générale de la prévention des risques (DGPR) et la direction générale de l'énergie et du Climat [DGEC]).

## Effectifs
Les effectifs sont en forte baisse : "Entre 2007 et 2022, un quart des postes a été supprimé, les effectifs passant de 3 723 à 2 812. En 2010, dans l’Hexagone et en Corse, aucun département ne comptabilisait moins de 8 ETP (équivalents temps plein) de la DGCCRF. En 2021, 14 départements disposaient de moins de 6 ETP", selon un rapport des sénateurs Thierry Cozic et Frédérique Espagnac.